# Medasina lasiochora
Medasina lasiochora là một loài bướm đêm trong họ Geometridae.